# 村瀬秋水

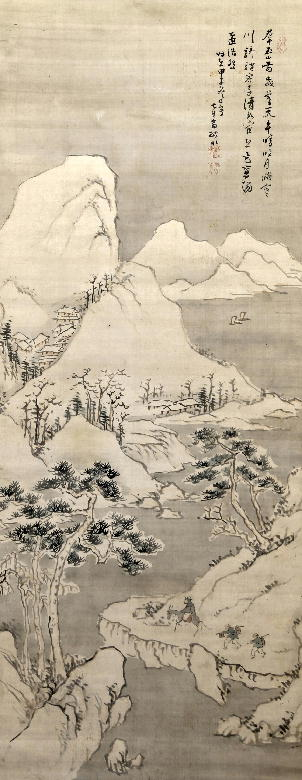
村瀬秋水「雪中騎驢孟浩然図」（70歳作）

村瀬 秋水（むらせ しゅうすい、寛政6年（1794年） - 明治9年（1876年）7月29日）は、江戸時代後期の文人画家。名は清、後に徴。字は世猷。室名は芝蘭堂、鋤雲室。通称は真吾、太六、平三郎。初号に韓江がある。兄の村瀬藤城が頼山陽の高弟であったことから笑社（のちに真社と改名）の社中となり、山陽から漢詩文を学んでいる。

## 略歴・人物
寛政6年（1794年）、美濃国武儀郡上有知村（現在の岐阜県美濃市）の庄屋村瀬敬忠の三男として生まれる。幼い頃、張月樵について画を学び、30歳の時に張月樵および野呂介石に入門した。儒者であった長兄の藤城が京都に住む頼山陽の高弟であったため、画家を志すことを許されず、その半生は家業に従事した。
文政７年（1824年）に大垣の江馬家に滞在して以来、頼山陽・浦上春琴の門人であった江馬細香と南宗画について議論するようになり、社友としての交流は生涯続いた。
天保元年（1830年）、30歳のとき、長男の雪峡が生まれる。
天保8年（1837年）、44歳のとき、長崎に鉄翁祖門を訪ね、唐通事・水野湄川の仲介で清客・陸如金（字は品三　1786- ? ）を唐館（中国人の宿泊施設）に訪ねている。
嘉永6年（1853年）に藤城が城崎旅行中に病歿して以後、分家して山中に隠棲し、20年間郷里を出ず、画業に専念した。
弘化2年（1845年）52歳のとき、古城山奉行（山守り職）を命ぜられた。
慶応3年（1867年）歿、82歳。没後、生まれ故郷美濃の円通寺に秋水の墓が建てられた。親族には長兄・藤城、次兄・立斎の他、長男の雪峡と孫の藍水がいる。また門人には森半逸・野川湘東・山内石泉・後藤蘇山・後藤釣雪・高井對雲・塚原南岳らがいる。

## 書画作品
- 「冨春山図」（55歳）
- 「琵湖秋色画巻」（57歳）
- 「倣梅道人筆意図」（57歳）
- 「山静日長図」（60歳）
- 「雪中騎驢孟浩然図」（70歳）
- 「醉翁亭図」（71歳）
- 「鵞鳥図」（78歳）

## 著述
- 『南画問答』
- 『己未秋日作草稿』
- 『秋水山人墨戯』（内題「南遊墨戯巻」）[3]